# Capriate San Gervasio
Capriate San Gervasio ist eine italienische Gemeinde (comune) mit 8243 Einwohnern (Stand 31. Dezember 2023) in der Provinz Bergamo, Region Lombardei.

## Geographie
Die Nachbargemeinden bzw. -städte sind Bottanuco, Brembate, Canonica d’Adda, Filago, Trezzo sull’Adda (MI) und Vaprio d’Adda (MI).

## Sehenswürdigkeiten
- In der Stadt gibt es viele erwähnenswerte Gebäude, unter denen sich die Villa Valsecchi, Heimat eines religiösen Ordens, das Rathaus und die Brücke über den Fluss Adda befinden. Die Pfarrkirche Sant’Alessandro wurde Anfang des 20. Jahrhunderts erbaut. Im Inneren befinden sich zahlreiche Fresken. Weitere Kirchen in der Gemeinde sind: die Kirche San Gervasio e Protasio, die Pfarrei von Crespi d’Adda, das Oratorium von San Rocco.

- Die größte Bekanntheit weist die Arbeitersiedlung Crespi d’Adda auf. Im Jahr 1995 erkannte die UNESCO Crespi als erst fünften Standort weltweit im Bezug auf das Thema der Geschichte der Industrie als Weltkulturerbe an.

- In Capriate San Gervasio befindet sich der Vergnügungspark Minitalia - Leolandia.

## Persönlichkeiten
- Maurizio Bravi (* 1962), römisch-katholischer Geistlicher, Erzbischof und Diplomat des Heiligen Stuhls